# Mariano Augusto Fabián Ferreira
Mariano Augusto Fabián Ferreira y Artigas (1843-1925) fue un político y abogado uruguayo. Fue Ministro de Relaciones Exteriores de la República Oriental del Uruguay. En el año 1868 se convierte en director de la Biblioteca Nacional y Museo Público (actual Museo Nacional de Historia Natural del Uruguay). En tanto director de esta institución, organizó algunas expediciones de investigación por el país, notablemente en los actuales departamentos de Maldonado y Lavalleja. Entre los años 1919 y 1925 fue miembro del Instituto Histórico y Geográfico del Uruguay.